# Prophetstown State Park

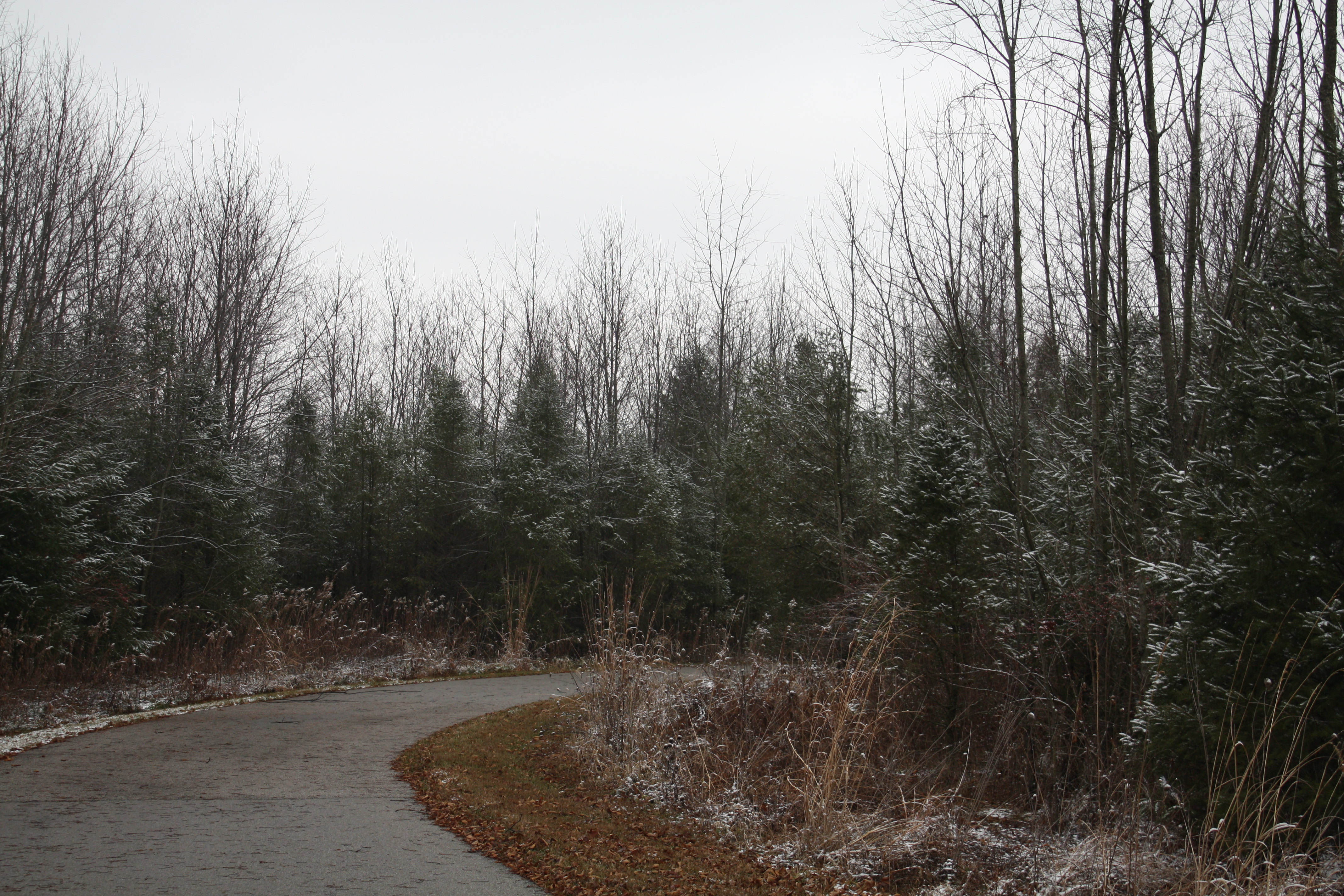
Winterstimmung im Prophetstown State Park

Prophetstown State Park ist ein State Park bei Battle Ground, im Tippecanoe County des US-Bundesstaates Indiana. Der State Park liegt wenige Kilometer nördlich von Lafayette. Er ist 8,1 km² groß und wurde 2004 eröffnet. Damit ist es der jüngste State Park von Indiana. Der Park beheimatet das Freilichtmuseum von Prophetstown. Das Museum besteht aus dem Nachbau einer Indianer-Siedlung und einer Farm aus den 1920er Jahren.
Den Namen erhielt der Park von der ehemaligen Indianersiedlung Prophetstown, die in der Nähe lag. Prophetstown, auch Tippecanoe, ist wiederum nach dem Shawnee-Propheten Tenskwatawa ("Der Prophet") benannt, dem Bruder des bekannten Indianerführers Tecumseh.